# Elecciones generales de San Vicente y las Granadinas de 1966

Tuvieron lugar en San Vicente y las Granadinas el 22 de agosto de 1966.

Elecciones generales tuvieron lugar en San Vicente y las Granadinas el 22 de agosto de 1966. Aunque el Partido Laborista de San Vicente recibió la mayoría de los votos, el Partido Político del Pueblo obtuvo la mayoría de los escaños. La participación electoral fue de 84,1%.

## Resultados
| Partido                             | Votos  | %    | Escaños | +/– |
| ----------------------------------- | ------ | ---- | ------- | --- |
| Partido Laborista de San Vicente    | 13 930 | 50,9 | 4       | +1  |
| Partido Político del Pueblo         | 13 427 | 49,0 | 5       | –1  |
| Independientes                      | 28     | 0,1  | 0       | 0   |
| Votos en blanco/nulos               | 552    | –    | –       | –   |
| Total                               | 27 787 | 100  | 9       | 0   |
| Electores registrados/participación | 33 044 | 84,1 | –       | –   |
| Fuente: Nohlen                      |        |      |         |     |